# Liga de Voleibol Superior Femenino 2025
La Liga de Voleibol Superior Femenino 2025, 56ª edizione della massima serie del campionato portoricano di pallavolo femminile, si è svolta dal 17 gennaio al 4 maggio 2025: al torneo hanno partecipato 6 franchigie portoricane e la vittoria finale è andata per la quindicesima volta alle Criollas de Caguas.

## Regolamento
Le squadre hanno disputato un girone all'italiana, sfidando ogni avversaria quattro volte, per un totale di 20 incontri; al termine della regular season:
- Le formazioni classificate dal terzo al sesto posto in classifica hanno avuto accesso ai quarti di finale, giocati al meglio delle cinque gare e con incroci basati sul piazzamento in stagione regolare col metodo della serpentina;
- Le formazioni classificate al primo e al secondo posto in classifica hanno avuto accesso diretto alle semifinali, con incroci basati sul piazzamento in stagione regolare col metodo della serpentina, dove sono state raggiunte dalle due formazioni vincitrici ai quarti di finale e hanno giocato al meglio delle sette gare, così come in finale.

### Criteri di classifica
Se il risultato finale è stato di 3-0 o 3-1 sono stati assegnati 3 punti alla squadra vincente e 0 a quella sconfitta, se il risultato finale è stato di 3-2 sono stati assegnati 2 punti alla squadra vincente e 1 a quella sconfitta.
L'ordine del posizionamento in classifica è stato definito in base a:
- Punti;
- Numero di partite vinte;
- Ratio dei set vinti/persi;
- Ratio dei punti realizzati/subiti.

## Squadre partecipanti
La campionato di Liga de Voleibol Superior Femenino 2025 partecipano 7 franchigie.
Delle franchigie aventi il diritto di partecipazione:
- Le Pinkin de Corozal hanno chiesto una dispensa per saltare l'annata[2].

| Club                    | Stagione | Città     | Impianto                      | Stagione precedente                            |
| ----------------------- | -------- | --------- | ----------------------------- | ---------------------------------------------- |
| Atenienses de Manatí    | dettagli | Manatí    | Coliseo Juan Aubín Cruz Abreu | 3ª in LVSF, finale play-off scudetto           |
| Cangrejeras de Santurce | dettagli | San Juan  | Coliseo Roberto Clemente      | 1ª in LVSF, Campionesse di Porto Rico          |
| Changas de Naranjito    | dettagli | Naranjito | Coliseo Gelito Ortega         | 6ª in LVSF, quarti di finale play-off scudetto |
| Criollas de Caguas      | dettagli | Caguas    | Coliseo Roger L. Mendoza      | 5ª in LVSF, quarti di finale play-off scudetto |
| Mets de Guaynabo        | dettagli | Guaynabo  | Coliseo Mario Morales         | 7ª in LVSF                                     |
| Valencianas de Juncos   | dettagli | Juncos    | Coliseo Rafael Amalbert       | 4ª in LVSF, semifinali play-off scudetto       |

## Torneo

### Regular season

#### Risultati
| Risultati Regular season |                      |     |                                   |
|                          |                      |     |                                   |
| 17-01                    | Caguas - Juncos      | 3-1 | 25-20, 23-25, 25-17, 25-19        |
| 17-01                    | Manatí - Naranjito   | 3-1 | 25-17, 24-26, 25-13, 25-17        |
| 19-01                    | Manatí - Caguas      | 1-3 | 25-18, 24-26, 23-25, 18-25        |
| 22-01                    | Naranjito - Santurce | 3-1 | 25-21, 25-17, 26-28, 26-24        |
| 24-01                    | Santurce - Juncos    | 3-0 | 26-24, 25-8, 25-20                |
| 24-01                    | Guaynabo - Manatí    | 3-0 | 22-25, 23-25, 23-25               |
| 24-01                    | Caguas - Naranjito   | 3-0 | 25-10, 25-9, 25-13                |
| 26-01                    | Naranjito - Guaynabo | 3-0 | 25-14, 25-14, 25-23               |
| 26-01                    | Manatí - Juncos      | 3-0 | 25-15, 25-22, 25-18               |
| 26-01                    | Santurce - Caguas    | 3-0 | 19-25, 15-25, 16-25               |
| 29-01                    | Manatí - Santurce    | 3-1 | 25-23, 21-25, 26-24, 25-20        |
| 30-01                    | Juncos - Naranjito   | 3-0 | 25-19, 25-23, 25-18               |
| 30-01                    | Guaynabo - Caguas    | 3-0 | 25-17, 25-21, 25-20               |
| 01-02                    | Juncos - Caguas      | 1-3 | 25-23, 24-26, 31-33, 23-25        |
| 01-02                    | Santurce - Guaynabo  | 3-1 | 25-22, 25-19, 24-26, 25-22        |
| 01-02                    | Naranjito - Manatí   | 1-3 | 25-23, 13-25, 20-25, 20-25        |
| 04-02                    | Guaynabo - Juncos    | 3-2 | 25-17, 13-25, 25-16, 20-25, 15-10 |
| 05-02                    | Santurce - Naranjito | 3-0 | 25-22, 25-23, 25-23               |
| 05-02                    | Caguas - Manatí      | 3-1 | 25-9, 25-22, 23-25, 26-24         |
| 07-02                    | Juncos - Santurce    | 0-3 | 24-26, 23-25, 29-31               |
| 07-02                    | Manatí - Guaynabo    | 3-1 | 25-27, 25-20, 25-22, 25-19        |
| 07-02                    | Caguas - Naranjito   | 3-1 | 21-25, 25-20, 26-24, 25-21        |
| 09-02                    | Guaynabo - Santurce  | 3-0 | 25-22, 28-26, 25-16               |
| 09-02                    | Juncos - Manatí      | 3-2 | 25-16, 22-25, 23-25, 25-14, 15-9  |
| 13-02                    | Naranjito - Juncos   | 3-0 | 25-23, 25-18, 25-20               |
| 13-02                    | Caguas - Guaynabo    | 3-1 | 16-25, 25-22, 25-13, 25-11        |
| 13-02                    | Santurce - Manatí    | 1-3 | 26-24, 21-25, 24-26, 20-25        |
| 15-02                    | Caguas - Juncos      | 3-0 | 25-23, 25-17, 28-26               |
| 15-02                    | Naranjito - Manatí   | 3-1 | 20-25, 25-20, 25-22, 25-19        |
| 16-02                    | Guaynabo - Santurce  | 3-1 | 26-24, 25-19, 15-25, 25-16        |

| Risultati regular season |                      |     |                                   |
|                          |                      |     |                                   |
| 20-02                    | Naranjito - Santurce | 0-3 | 24-26, 23-25, 17-25               |
| 20-02                    | Manatí - Caguas      | 1-3 | 24-26, 22-25, 25-14, 20-25        |
| 20-02                    | Juncos - Guaynabo    | 2-3 | 25-13, 19-25, 25-19, 23-25, 23-25 |
| 22-02                    | Naranjito - Caguas   | 3-2 | 25-22, 25-22, 20-25, 22-25, 15-10 |
| 23-02                    | Guaynabo - Manatí    | 3-2 | 22-25, 25-21, 25-20, 15-25, 15-10 |
| 25-02                    | Guaynabo - Naranjito | 3-0 | 25-19, 25-13, 25-14               |
| 27-02                    | Santurce - Caguas    | 1-3 | 24-26, 25-22, 22-25, 23-25        |
| 27-02                    | Naranjito - Guaynabo | 3-0 | 25-15, 25-22, 25-16               |
| 27-02                    | Manatí - Juncos      | 3-0 | 25-16, 25-19, 25-16               |
| 01-03                    | Juncos - Naranjito   | 3-2 | 25-21, 15-25, 22-25, 25-22, 15-6  |
| 02-03                    | Manatí - Santurce    | 1-3 | 22-25, 17-25, 25-19, 22-25        |
| 05-03                    | Juncos - Caguas      | 1-3 | 25-23, 22-25, 25-27, 20-25        |
| 05-03                    | Santurce - Guaynabo  | 3-0 | 25-21, 25-23, 25-17               |
| 06-03                    | Caguas - Manatí      | 1-3 | 23-25, 17-25, 27-25, 25-27        |
| 07-03                    | Santurce - Naranjito | 3-0 | 25-22, 25-16, 25-23               |
| 07-03                    | Juncos - Guaynabo    | 3-2 | 27-25, 23-25, 16-25, 25-23, 15-13 |
| 09-03                    | Juncos - Santurce    | 1-3 | 18-25, 25-23, 17-25, 19-25        |
| 09-03                    | Manatí - Guaynabo    | 3-1 | 18-25, 25-21, 25-15, 25-16        |
| 09-03                    | Naranjito - Caguas   | 3-1 | 28-26, 25-20, 18-25, 29-27        |
| 11-03                    | Guaynabo - Caguas    | 1-3 | 26-28, 25-27, 25-21, 26-28        |
| 13-03                    | Caguas - Santurce    | 1-3 | 21-25, 25-21, 16-25, 23-25        |
| 13-03                    | Guaynabo - Naranjito | 3-1 | 25-19, 25-19, 12-25, 25-23        |
| 13-03                    | Juncos - Manatí      | 0-3 | 15-25, 27-25, 21-25               |
| 15-03                    | Santurce - Manatí    | 0-3 | 21-25, 20-25, 23-25               |
| 15-03                    | Naranjito - Juncos   | 0-3 | 15-25, 22-25, 23-25               |
| 15-03                    | Caguas - Guaynabo    | 3-2 | 21-25, 25-20, 14-25, 25-17, 15-13 |
| 18-03                    | Guaynabo - Juncos    | 3-2 | 25-23, 19-25, 23-25, 25-23, 15-10 |
| 20-03                    | Santurce - Juncos    | 3-0 | 25-20, 25-19, 25-18               |
| 20-03                    | Manatí - Naranjito   | 3-1 | 15-25, 25-19, 25-17, 25-17        |
| 22-03                    | Caguas - Santurce    | 3-0 | 25-23, 25-18, 25-19               |

#### Classifica
| Pos. | Squadra                 | Pt | G  | V  | P  | SV | SP | Ratio | PF    | PS    | Ratio |
| ---- | ----------------------- | -- | -- | -- | -- | -- | -- | ----- | ----- | ----- | ----- |
| 1    | Criollas de Caguas      | 45 | 20 | 15 | 5  | 50 | 27 | 1,852 | 1 818 | 1 682 | 1,081 |
| 2    | Atenienses de Manatí    | 41 | 20 | 13 | 7  | 78 | 29 | 1,655 | 1 781 | 1 654 | 1,077 |
| 3    | Cangrejeras de Santurce | 33 | 20 | 11 | 9  | 38 | 31 | 1,226 | 1 610 | 1 568 | 1,027 |
| 4    | Mets de Guaynabo        | 25 | 20 | 9  | 11 | 36 | 43 | 0,837 | 1 695 | 1 742 | 0,973 |
| 5    | Changas de Naranjito    | 21 | 20 | 7  | 13 | 29 | 44 | 0,659 | 1 523 | 1 642 | 0,928 |
| 6    | Valencianas de Juncos   | 15 | 20 | 5  | 15 | 25 | 52 | 0,481 | 1 614 | 1 753 | 0,921 |

      Qualificata alle semifinali play-off scudetto.
      Qualificata ai quarti di finale play-off scudetto.

### Play-off scudetto
|  | Quarti di finale | Quarti di finale        | Quarti di finale     | Quarti di finale        | Quarti di finale | Quarti di finale | Quarti di finale |                    |   | Semifinali | Semifinali         | Semifinali | Semifinali | Semifinali | Semifinali | Semifinali | Semifinali | Semifinali |  |  | Finale | Finale | Finale | Finale | Finale | Finale | Finale | Finale | Finale |  |
|  |                  |                         |                      |                         |                  |                  |                  |                    |   |            |                    |            |            |            |            |            |            |            |  |  |        |        |        |        |        |        |        |        |        |  |
|  |                  |                         |                      |                         |                  |                  |                  |                    |   | 1          | Criollas de Caguas | 3          | 1          | 3          | 1          | 3          | 3          |            |  |  |        |        |        |        |        |        |        |        |        |  |
|  |                  |                         |                      |                         |                  |                  |                  |                    |   | 1          | Criollas de Caguas | 3          | 1          | 3          | 1          | 3          | 3          |            |  |  |        |        |        |        |        |        |        |        |        |  |
|  |                  |                         | 4                    | Mets de Guaynabo        | 1                | 3                | 1                | 3                  | 0 | 1          |                    |            |            |            |            |            |            |            |  |  |        |        |        |        |        |        |        |        |        |  |
|  | 4                | Mets de Guaynabo        | 4                    | Mets de Guaynabo        | 1                | 3                | 1                | 3                  | 0 | 1          | 3                  | 3          | 3          |            |            |            |            |            |  |  |        |        |        |        |        |        |        |        |        |  |
|  | 4                | Mets de Guaynabo        |                      |                         |                  |                  |                  |                    |   |            |                    |            |            |            |            |            |            |            |  |  |        |        |        |        |        |        |        |        |        |  |
|  | 5                | Changas de Naranjito    | 1                    | 1                       | 0                |                  |                  |                    |   |            |                    |            |            |            |            |            |            |            |  |  |        |        |        |        |        |        |        |        |        |  |
|  | 5                | Changas de Naranjito    | 1                    | 1                       | 0                |                  | 1                | Criollas de Caguas | 2 | 3          | 3                  | 3          | 0          | 3          |            |            |            |            |  |  |        |        |        |        |        |        |        |        |        |  |
|  |                  |                         |                      |                         |                  |                  |                  |                    |   |            |                    |            |            |            |            |            |            |            |  |  |        |        |        |        |        |        |        |        |        |  |
|  |                  |                         | 3                    | Cangrejeras de Santurce | 3                | 0                | 0                | 0                  | 3 | 1          |                    |            |            |            |            |            |            |            |  |  |        |        |        |        |        |        |        |        |        |  |
|  |                  |                         |                      |                         |                  |                  |                  | 0                  | 3 | 1          |                    |            |            |            |            |            |            |            |  |  |        |        |        |        |        |        |        |        |        |  |
|  |                  |                         |                      |                         |                  |                  |                  |                    |   |            |                    |            |            |            |            |            |            |            |  |  |        |        |        |        |        |        |        |        |        |  |
|  |                  |                         |                      |                         |                  |                  |                  |                    |   |            |                    |            |            |            |            |            |            |            |  |  |        |        |        |        |        |        |        |        |        |  |
|  |                  | 2                       | Atenienses de Manatí | 0                       | 0                | 0                | 0                |                    |   |            |                    |            |            |            |            |            |            |            |  |  |        |        |        |        |        |        |        |        |        |  |
|  |                  |                         |                      |                         |                  |                  |                  |                    |   |            |                    |            |            |            |            |            |            |            |  |  |        |        |        |        |        |        |        |        |        |  |
|  |                  |                         | 3                    | Cangrejeras de Santurce | 3                | 3                | 3                | 3                  |   |            |                    |            |            |            |            |            |            |            |  |  |        |        |        |        |        |        |        |        |        |  |
|  | 3                | Cangrejeras de Santurce | 3                    | Cangrejeras de Santurce | 3                | 3                | 3                | 3                  | 3 | 3          | 3                  |            |            |            |            |            |            |            |  |  |        |        |        |        |        |        |        |        |        |  |
|  | 3                | Cangrejeras de Santurce |                      |                         |                  |                  |                  |                    |   |            |                    |            |            |            |            |            |            |            |  |  |        |        |        |        |        |        |        |        |        |  |
|  | 6                | Valencianas de Juncos   | 2                    | 0                       | 0                |                  |                  |                    |   |            |                    |            |            |            |            |            |            |            |  |  |        |        |        |        |        |        |        |        |        |  |

#### Quarti di finale
| Gara 1 |                      |     |                                   |
|        |                      |     |                                   |
| 25-03  | Santurce - Juncos    | 3-2 | 29-27, 22-25, 26-24, 19-25, 15-12 |
| 26-03  | Guaynabo - Naranjito | 3-1 | 25-19, 25-23, 20-25, 25-17        |

| Gara 2 |                      |     |                            |
|        |                      |     |                            |
| 27-03  | Juncos - Santurce    | 0-3 | 17-25, 20-25, 19-25        |
| 28-03  | Naranjito - Guaynabo | 1-3 | 19-25, 25-17, 24-26, 23-25 |

| \| Gara 3 \| \| \| \| \| \| \| \| \| \| 29-03 \| Santurce - Juncos \| 3-0 \| 25-22, 25-23, 25-17 \| \| 30-03 \| Guaynabo - Naranjito \| 3-0 \| 25-20, 26-24, 25-23 \| |                      |     |                     |
| Gara 3 |                      |     |                     |
| |                      |     |                     |
| 29-03 | Santurce - Juncos    | 3-0 | 25-22, 25-23, 25-17 |
| 30-03 | Guaynabo - Naranjito | 3-0 | 25-20, 26-24, 25-23 |

#### Semifinali
| Gara 1 |                   |     |                            |
|        |                   |     |                            |
| 04-04  | Caguas - Guaynabo | 3-1 | 25-19, 15-25, 26-24, 25-23 |
| 06-04  | Manatí - Santurce | 0-3 | 21-25, 23-25, 18-25        |

| Gara 2 |                   |     |                            |
|        |                   |     |                            |
| 06-04  | Guaynabo - Caguas | 3-1 | 25-17, 28-26, 20-25, 25-18 |
| 08-04  | Santurce - Manatí | 3-0 | 25-20, 25-15, 25-23        |

| Gara 3 |                   |     |                            |
|        |                   |     |                            |
| 08-04  | Caguas - Guaynabo | 3-1 | 25-21, 26-24, 22-25, 25-16 |
| 10-04  | Manatí - Santurce | 0-3 | 17-25, 27-29, 18-25        |

| Gara 4 |                   |     |                            |
|        |                   |     |                            |
| 10-04  | Guaynabo - Caguas | 3-1 | 20-25, 25-17, 25-22, 25-15 |
| 12-04  | Santurce - Manatí | 3-0 | 25-15, 25-17, 25-18        |

| Gara 5 |                   |     |                     |
|        |                   |     |                     |
| 12-04  | Caguas - Guaynabo | 3-0 | 25-23, 29-27, 25-13 |

| Gara 6 |                   |     |                            |
|        |                   |     |                            |
| 17-04  | Guaynabo - Caguas | 1-3 | 19-25, 25-20, 20-25, 24-26 |

#### Finale
| Gara 1 |                   |     |                                  |
|        |                   |     |                                  |
| 24-04  | Santurce - Caguas | 3-2 | 23-25, 25-13, 25-20, 24-26, 15-7 |

| Gara 2 |                   |     |                     |
|        |                   |     |                     |
| 26-04  | Caguas - Santurce | 3-0 | 25-22, 25-22, 25-17 |

| Gara 3 |                   |     |                     |
|        |                   |     |                     |
| 27-04  | Caguas - Santurce | 3-0 | 25-22, 25-21, 25-23 |

| Gara 4 |                   |     |                     |
|        |                   |     |                     |
| 30-04  | Santurce - Caguas | 0-3 | 25-27, 18-25, 24-26 |

| Gara 5 |                   |     |                     |
|        |                   |     |                     |
| 02-05  | Caguas - Santurce | 0-3 | 18-25, 21-25, 21-25 |

| Gara 6 |                   |     |                            |
|        |                   |     |                            |
| 04-05  | Santurce - Caguas | 1-3 | 25-23, 23-25, 13-25, 21-25 |

## Premi individuali
| Premio                   | Giocatrice        | Squadra               |
| ------------------------ | ----------------- | --------------------- |
| MVP della Regular Season | Rebecca Latham    | Mets de Guaynabo      |
| MVP delle finali         | Kristin Lux       | Criollas de Caguas    |
| Miglior palleggiatrice   | Raymariely Santos | Criollas de Caguas    |
| Rising star              | Valeria Flores    | Mets de Guaynabo      |
| Miglior ritorno          | Raymariely Santos | Criollas de Caguas    |
| Miglior esordiente       | Sofía Victoriá    | Criollas de Caguas    |
| Miglior allenatore       | Fernando Morales  | Mets de Guaynabo      |
| Miglior presidente       | Francisco Ramos   | Criollas de Caguas    |
| All-Star Team            | Raymariely Santos | Criollas de Caguas    |
| All-Star Team            | Karla Santos      | Atenienses de Manatí  |
| All-Star Team            | Jaylen Hodge      | Valencianas de Juncos |
| All-Star Team            | Rebecca Latham    | Mets de Guaynabo      |
| All-Star Team            | Alba Hernández    | Criollas de Caguas    |
| All-Star Team            | Tristin Savage    | Atenienses de Manatí  |
| All-Star Team            | Yaleimid Correa   | Atenienses de Manatí  |